# Christine Gaski
Christine Gaski (født 1981) er en norsk skuespiller.
Gaski blev uddannet fra Skuespillerskolen ved Odense Teater i 2008 og har medvirket i flere opsætninger her, bl.a. Et Juleeventyr (2006), Der hvor flyene styrter (2007), Fest i Lønneberg og Trold kan tæmmes (2009).
I 2009 debuterede hun som tv-skuespiller i Store Drømme.